# Усхал-хан
Тогус-Тэмур Усхал-хан (1342—1388) — великий хан Северной Юань (1378—1388), второй сын монгольского хана Тогон-Тэмура.

## Биография
В 1378 году после смерти своего старшего брата Аюшридары Тогус-Тэмур занял монгольский ханский престол под именем Усхал-хана. Продолжал вести военные действия против Китайской империи, добиваясь восстановления династии Юань. Усхал-хан собрал крупные военные силы в Инчане и Каракоруме, откуда монголы стали совершать новые нападения на близлежащие китайские провинции.
В 1380 году минский император Чжу Юаньчжан организовал очередной большой военный поход в Монголию. Весной 1380 года китайская армия под предводительством Муина пересекла степи и взяла Каракорум. В сражении под стенами столицы монголы потерпели сокрушительное поражение. В плен были взяты три монгольских военачальника. Каракорум был полностью разрушен и навсегда оставлен монголами. Отсюда китайцы двинулись и дальше, пройдя всю Монголию с юга на север, вплоть до северных склонов современного Яблонового хребта. Монгольские отряды совершали набеги на пограничные китайские города и районы, грабя и убивая местное население. В 1381 году китайский император организовал новый карательный поход в Монголию. В 1381—1382 годах китайцы уничтожили последние отряды сторонников Юаней в давно отрезанной и изолированной провинции Юньнань. Война на севере продолжалась с переменным успехом, пока в 1387 году китайские войска не завоевали Ляодун. В юго-восточной Монголии и южной Маньчжурии укрепился монгольский военачальник Нагачу. Оттуда монгольские отряды совершали систематические набеги на Ляодун. Чжу Юаньчжан организовал большой военный поход против Нахачу. Китайские военачальники основали четыре новых крепости и смогли убедить монгольского военачальника Нагачу добровольно сдаться. После пленения Нагачу большая часть его армии (200 тыс. чел.) сдалась китайским военачальникам. Весной 1388 года 150-тысячная китайская армия под командованием военачальника Лань Юйя вторглась вглубь Монголии. Сам монгольский хан Тогус-Тэмур был внезапно настигнут и разгромлен китайцами в битве при Буир-норе. Во время бегства в Каракорум великий монгольский хан Усхал-хан вместе со своим старшим сыном был убит в бою на реке Тол Дзоригту-хаганом из рода Ариг-Буги, который заключил союз с ойратами. Второй сын Тогус-Тэмура, его жены и дочери были взяты в плен китайцами. В плен было взято около семидесяти тысяч монголов и несметное количество домашнего скота.